# Großes Seehorn
Großes Seehorn lub Großseehorn – szczyt w paśmie Silvretta, w Alpach Retyckich. Leży na granicy między Szwajcarią (Gryzonia) i Austrią (Vorarlberg).
Pierwszego wejścia 6 sierpnia 1869 r. dokonali Florian Brosi, Emil Hauser oraz przewodnicy Christian Jann i Christian Jegen.
Niedaleko leży Chlein Seehorn (3032 m).